# 日本マーガリン工業会
日本マーガリン工業会（にほんマーガリンこうぎょうかい）は、マーガリンやショートニングなど食用加工油脂のメーカーで組織された業界団体。

## 協会概要
- 本部所在地 - 〒103-0027 東京都中央区日本橋三丁目13-11 油脂工業会館2F
- 会長 - 郡昭夫（ADEKA代表取締役社長）
- 活動内容 - 会員間の親睦活動、製品の生産技術や安全性の向上・原料の安定確保などに関する研究、広報宣伝活動、食品加工油脂に関する調査研究・統計業務など。

会員
- ADEKA
- 植田製油
- 花王
- カネカ
- J-オイルミルズ
- 太陽油脂
- タカ食品工業

- 月島食品工業
- 日清オイリオグループ
- 日新化工
- 日油
- 不二製油
- マリンフード
- 丸和油脂

- ミヨシ油脂
- 明治乳業
- 明治油脂
- 雪印乳業
- 横浜油脂工業
- リボン食品
- 六甲バター

以上21社